# Dave Bautista
David Michael Bautista Jr. (Washington, 1969. január 18. –) amerikai színész, korábbi profi pankrátor, vegyes harcművész és bodybuilder. Profi pankrátorként ismert a World Wrestling Entertainment-ben töltött idejéről.
2006-ban kezdte színészi pályafutását. Olyan filmekben szerepelt, mint A vasöklű férfi (2012), Riddick (2013), Spectre – A Fantom visszatér (2015) és a Szárnyas fejvadász 2049 (2017). A Marvel-moziuniverzumban Drax, a pusztítót alakította A galaxis őrzői (2014), A galaxis őrzői vol. 2. (2017), Bosszúállók: Végtelen háború (2018) és a Bosszúállók: Végjáték (2019) című filmekben. 2009 óta többször is szerepelt videófilmekben.

## Élete
Bautista 1969. január 18-án született Washingtonban, Donna Raye (született: Mullins) és David Michael Bautista fodrász fiaként. Édesanyja görög származású, míg édesapja filippínó bevándorlók fia. Apai nagyapja a Fülöp-szigeteken lévő katonaságban szolgált, taxisofőrként és fodrászként dolgozott, és egyéb munkákat végzett a család ellátása érdekében. Anyja leszbikus. Bautista elmondta, hogy szegénységben éltek, és hogy nehéz volt az élete – mielőtt betöltötte volna kilencedik életévét, három gyilkosság történt körülötte. Már tizenhárom éves korában autókat lopott. Tizenhét éves korára elidegenedett szüleitől és utána egyedül élt. Később elismerte: "Büszke vagyok a szüleimre. Jó, becsületes, szorgalmas emberek. Megtanították a kemény munka értékeit." Egy éjszakai szórakozóhely kidobója volt, mígnem letartóztatták egy verekedés után, amelynek következtében két vendég megsérült, egyikük eszméletlen lett. A tárgyalás után egy év próbaidőre ítélték. Emellett életmentőként dolgozott, mielőtt testépítő karriert kezdett volna, az utóbbinak tulajdonítja élete megmentését. Bautista elmondta, úgy döntött, hogy megváltoztatja az életét és pankrátorrá válik; miután csődbe ment, megkérte egyik munkatársát, hogy adjon kölcsön neki pénzt, hogy gyermekeinek karácsonyi ajándékokat vásárolhasson.
Pankrátori karrierje során Bautista módosított helyesírással a „Batista” nevet használta a ringben. Amikor színészkedni kezdett, visszatért az eredeti írásmódra, a Dave Bautista névhez.

## Színészi pályafutása
Bautista számos televíziós szerepet játszott. Vendégszerepet játszott a Smallville című amerikai akció-kalandtévésorozat 6. évadjának nyolcadik epizódjában; egy Aldar nevű földönkívüli idegent játszott, aki megszökött a Fantomzónából, aki az emberek csontjaival táplálkozik. 2009 júniusában Bautista cameoszerepet játszott a Szomszédok-nak megfelelő ausztrál szappanopera egyik epizódjában. 2010-ben feltűnt a Chuck egyik epizódjában. A Sokk a jóból című filmben kisebb szerepet alakított. Bautista Rob Van Dam, Marrese Crump és Ja Rule mellett dolgozott a 2010-es A bosszú városa akciófilmben.
Bautista gonoszként jelent meg a Vasöklű férfi Universal Studios filmben, mint Rézbőr. Drax-ot, a pusztítót alakította A galaxis őrzőiben (2014), ami kritikai és kereskedelmi sikert aratott. Mr. Hinxként tűnt fel a James Bond-filmsorozat Spectre – A Fantom visszatér (2015) című részében, valamint a negatív szereplő Tong Pót játszotta Georges St-Pierre mellett a Kickboxer: A bosszú ereje 1989-es harcművészeti film remake-jében. Bautista csatlakozott a Szárnyas fejvadász 2049 stábjához Sapper Morton néven, amely 2017. október 6-án jelent meg. Megismételte Drax nevű szerepét A galaxis őrzői vol. 2.-ben (2017), a Bosszúállók: Végtelen háború-ban (2018), és a Bosszúállók: Végjáték-ban. 2019 januárjában csatlakozott a 2021-es Dűne című filmadaptációhoz, amit Denis Villeneuve rendez.
2018-ban Bautista csatlakozott szereplőtársaihoz, hogy támogassák a Galaxis őrzői rendezőjét, James Gunn-t, miután a pedofíliáról és a nemi erőszakról viccelődő régi tweetek miatt elbocsátották. Bautista kijelentette, hogy ha a Disney (a Marvel Studios anyavállalata) nem használja Gunn szkriptjét, amit elsőnek "undorítónak" nevezett A galaxis őrzői: 3. rész kapcsán, akkor egészen biztos átdolgozást kért volna. Végül Gunnt 2019 márciusában visszahelyezték a film rendezőjének. 2021. május 11-én bejelentették, hogy Bautista a Tőrbe ejtve folytatásában szerepelni fog Daniel Craig mellett.

## Profi pankrátor pályafutása

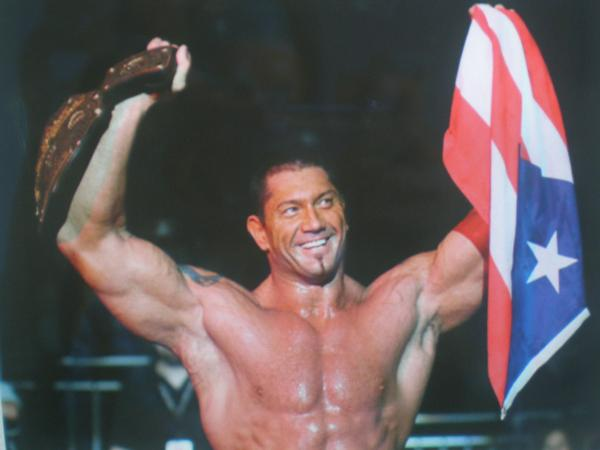
Batista a 2006-os nehézsúlyú világbajnokságon, ahol Puerto Rico zászlaját tartja

## Profi pankrátor stílus és személyiség

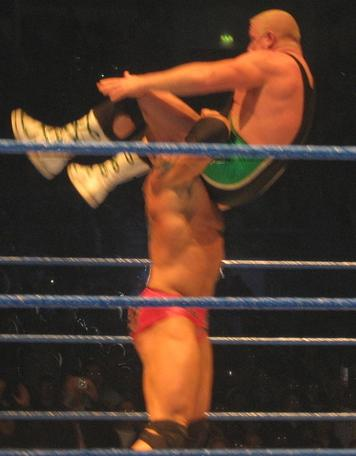
Batista a befejező mozdulatát, a Batista Bombát hajtja végre Finlay ellen egy WWE bemutatón, 2006-ban

Amikor 2014-ben visszatért a WWE-be, Batistát a közönség hevesen kifütyülte, miután megnyerte a Royal Rumble-t, annak ellenére, hogy arc karaktert játszott. A WWE.com-nak adott interjújában Batista azt mondta a közönség reakciójával kapcsolatban, hogy; "furcsa volt. Nem olyan volt, mint egy normális reakció. Majdnem olyan volt, mint egy személyes támadás. Ez olyan tényezőkkel függött össze, amelyeket nem tudtam befolyásolni, olyan tényezőkkel és dolgokkal, amelyek a vállalaton belül más emberekkel történtek, olyan dolgokkal, amelyeknek semmi köze nem volt hozzám. Számomra ez egy kicsit frusztráló volt, egy kicsit zavaros, és tudják, nem akarom azt mondani, hogy teljesen magamra vettem, de valamennyire igen." A rajongói reakció hatására Batista idő előtt sarokba szorult. 2012-ben egy WWE-cikk minden idők 50. legnagyobb pankrátor gazemberévé nyilvánította. A WWE minden idők második legjobb nehézsúlyú világbajnokának is minősítette.
A WWE úgy hirdette Batista karakterét, hogy 6 láb 6 hüvelyk magas és 290 font súlyú (mindkét adat eltér a tényleges magasságától és súlyától 2020 augusztusában).

## Magánélete
Bautista 1990-ben vette feleségül első feleségét, Glendát. Két közös lányuk van, Keilani (született 1990) és Athena (született 1992), ők azonban 1998-ban elváltak. Bautista 1998. október 13-án vette feleségül második feleségét, Angie-t. Van egy fiuk, Oliver, ám 2006-ban elváltak egymástól. 40 éves kora előtt Bautistának már két unokája volt Keilani révén. Angie-val kötött házassága alatt lelkes fém uzsonnás doboz gyűjtő lett. Kedvence az 1967-es Zöld darázs uzsonnás doboz, mivel rajta van Bruce Lee. Ez a gyűjtés akkor kezdődött, amikor megvett Angie-nak egy E.T.-s uzsonnás dobozt, ám a nő nem akarta eltörni, ezért vett neki egy másikat. 2015 októberében feleségül vette Sarah Jade versenyrúdtáncost. A pár 2019 elején elvált.
2020-ben mérve 200,6 cm magas és 125 kg a súlya. Számos tetoválással rendelkezik, köztük egy nagy sárkánnyal a hátán, a bal felső bicepszén piros kandzsi felirat található, amit Angie („Angel”) tiszteletére varratott magára, a jobb felső bicepszén egy aláírás van, a hasán pedig egy kis Nap veszi körül a köldökét. A karján Görögország és a Fülöp-szigetek zászlajának tetoválása is szerepel. Miközben mindkét felkarját nagy, törzsi stílusú tetoválások borították, köztük a jobb bicepszén a "DC soldier" kifejezés, 2009-ben az elsebesedésük miatt szabadságot vett ki.
Bautista támogatta Bernie Sanderst a Demokrata Párt 2020-as elnöki előválasztásán. Továbbá támogatta Joe Bident is az Egyesült Államok 2020-as elnökválasztásán, és megjelent az elnökválasztás kampányának plakátján is.

## Filmográfia

### Film
(Vezető) filmproducer
| Év   | Magyar cím                               | Eredeti cím                                | Szerep                          | Magyar hang           | Rendező                   |
| ---- | ---------------------------------------- | ------------------------------------------ | ------------------------------- | --------------------- | ------------------------- |
| 2006 | Sokk a jóból                             | Relative Strangers                         | pankrátor (cameo)               | Nem szólal meg        | Greg Glienna              |
| 2009 | Mit tettél, fiam?                        | My Son, My Son, What Have Ye Done?         | rendőrtiszt                     | Kapácsy Miklós        | Werner Herzog             |
| 2010 | A bosszú városa                          | Wrong Side of Town                         | Nagy Ronnie                     | Sótonyi Gábor         | David DeFalco             |
| 2011 | A Skorpiókirály 3. – Harc a megváltásért | The Scorpion King 3: Battle for Redemption | Argomael                        | Bolla Róbert          | Roel Reine                |
| 2011 | A felkelő nap háza                       | House of the Rising Sun                    | Ray                             |                       | Brian A. Miller           |
| 2012 | A vasöklű férfi                          | The Man with the Iron Fists                | Rézbőr                          | Barabás Kiss Zoltán   | RZA                       |
| 2013 | Riddick                                  | Riddick                                    | Diaz                            | Ifj. Jászai László    | David Twohy               |
| 2014 | A galaxis őrzői                          | Guardians of the Galaxy                    | Drax, a pusztító                | Ifj. Jászai László    | James Gunn (1.)           |
| 2015 |                                          | L.A. Slasher                               | drogdíler                       |                       | Martin Owen               |
| 2015 | Spectre – A Fantom visszatér             | Spectre                                    | Mr. Hinx                        | Barabás Kiss Zoltán   | Sam Mendes                |
| 2015 | A 657-es járat                           | Heist / Bus 657                            | Jason Cox                       | Törköly Levente       | Scott Mann (1.)           |
| 2016 | A főnök                                  | The Boss                                   | Chad (cameo)                    | Ifj. Jászai László    | Ben Falcone               |
| 2016 | Kickboxer: A bosszú ereje                | Kickboxer: Vengeance                       | Tong Po                         | Varga Rókus           | John Stockwell            |
| 2016 | Fosztogatók                              | Marauders                                  | Stockwell ügynök                | Varga Rókus           | Steven C. Miller          |
| 2016 | Kalandorok kapuja                        | The Warriors Gate                          | Arun, a barbár                  | Varga Rókus           | Matthias Hoene            |
| 2017 | Bushwick                                 | Bushwick                                   | Stupe                           | Varga Rókus           | Jonathan Milott           |
| 2017 | Bushwick                                 | Bushwick                                   | Stupe                           | Varga Rókus           | Cary Murnion              |
| 2017 | A galaxis őrzői vol. 2.                  | Guardians of the Galaxy Vol. 2             | Drax, a pusztító                | Ifj. Jászai László    | James Gunn (2.)           |
| 2017 |                                          | 2048: Nowhere to Run (rövidfilm)           | Sapper Morton                   |                       | Luke Scott                |
| 2017 | Szárnyas fejvadász 2049                  | Blade Runner 2049                          | Sapper Morton                   | Bede-Fazekas Szabolcs | Denis Villeneuve (1.)     |
| 2018 | Bosszúállók: Végtelen háború             | Avengers: Infinity War                     | Drax, a pusztító                | Ifj. Jászai László    | Joe és Anthony Russo (1.) |
| 2018 | Hotel Artemis – A bűn szállodája         | Hotel Artemis                              | Everest                         | Törköly Levente       | Drew Pearce               |
| 2018 | Szupercella 2. – Hades                   | Escape Plan 2: Hades                       | Trent DeRosa                    | Ifj. Jászai László    | Steven C. Miller          |
| 2018 | Végeredmény                              | Final Score                                | Michael Knox                    | Varga Rókus           | Scott Mann (2.)           |
| 2018 | Z mester – Ip Man öröksége               | Master Z: The Ip Man Legacy                | Owen Davidson                   | Faragó András         | Jűn Vó-pheng              |
| 2019 | Bosszúállók: Végjáték                    | Avengers: Endgame                          | Drax, a pusztító                | Ifj. Jászai László    | Joe és Anthony Russo (2.) |
| 2019 | Übergáz                                  | Stuber                                     | Victor „Vic” Manning nyomozó    | Ifj. Jászai László    | Michael Dowse             |
| 2019 | Szupercella 3. – Az ördögverem           | Escape Plan: The Extractors                | Trent DeRosa                    | Ifj. Jászai László    | John Herzfeld             |
| 2020 | Kémecském                                | My Spy                                     | JJ CIA-ügynök                   | Varga Rókus           | Peter Segal (1.)          |
| 2021 | A halottak hadserege                     | Army of the Dead                           | Scott Ward                      | Ifj. Jászai László    | Zack Snyder               |
| 2021 | Dűne                                     | Dune                                       | Glossu Rabban                   | Schneider Zoltán      | Denis Villeneuve (2.)     |
| 2021 | A tolvajok hadserege                     | Army of Thieves                            | Scott Ward (archív felvétel)    | Ifj. Jászai László    | Matthias Schweighöfer     |
| 2022 | Thor: Szerelem és mennydörgés            | Thor: Love and Thunder                     | Drax, a pusztító                | Ifj. Jászai László    | Taika Waititi             |
| 2022 | Tőrbe ejtve – Az üveghagyma              | Glass Onion: A Knives Out Mystery          | Duke Cody                       | Schneider Zoltán      | Rian Johnson              |
| 2023 | Kopogás a kunyhóban                      | Knock at the Cabin                         | Leonard                         | Ifj. Jászai László    | M. Night Shyamalan        |
| 2023 | A galaxis őrzői: 3. rész                 | Guardians of the Galaxy Vol. 3             | Drax, a pusztító                | Ifj. Jászai László    | James Gunn (3.)           |
| 2024 | Dűne: Második rész                       | Dune: Part Two                             | Glossu Rabban                   | Schneider Zoltán      | Denis Villeneuve (3.)     |
| 2024 | A fiú és a szürke gém                    | Kimitachi wa dô ikiru ka                   | A papagáj király (angol hangja) | Faragó András         | Mijazaki Hajao            |
| 2024 | Kémecském: Az örök város                 | My Spy: The Eternal City                   | JJ                              | Varga Rókus           | Peter Segal (2.)          |
| 2024 | Ölj meg, ha tudsz!                       | The Killer's Game                          | Joe Flood                       | Schneider Zoltán      | J.J. Perry                |
| 2024 | Az utolsó táncosnő                       | The Last Showgirl                          | Eddie                           |                       | Gia Coppola               |
| 2025 | A Kárhozott Vidék                        | In the Lost Lands                          | Boyce                           | Ifj. Jászai László    | Paul W. S. Anderson       |
| 2025 | Csupasz pisztoly                         | The Naked Gun                              | önmaga                          | Ifj. Jászai László    | Akiva Schaffer            |

### Televízió

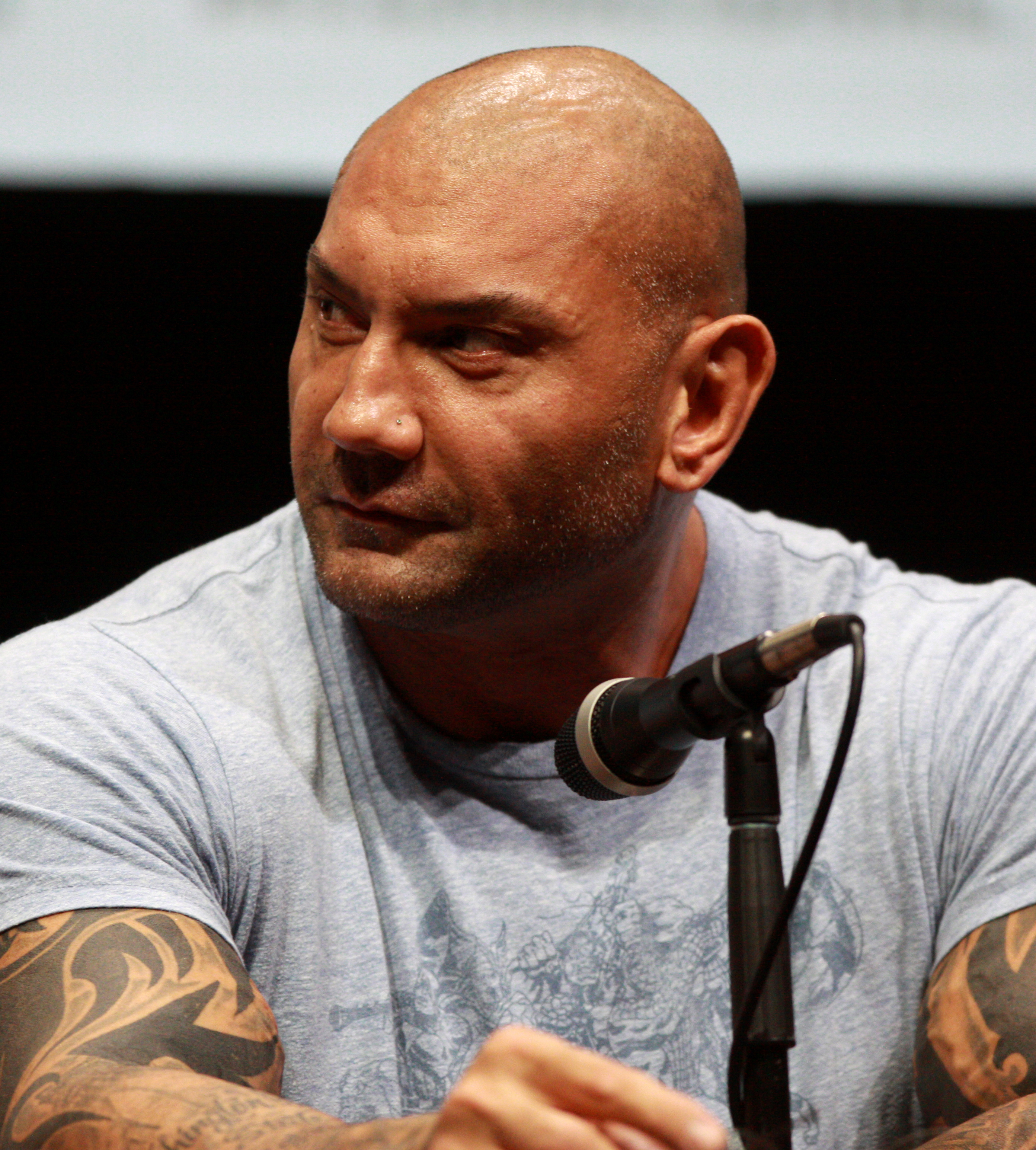
2013 júliusában

| Év   | Magyar cím                           | Eredeti cím                                 | Szerep                    | Megjegyzések                                        |
| ---- | ------------------------------------ | ------------------------------------------- | ------------------------- | --------------------------------------------------- |
| 2006 | Smallville                           | Smallville                                  | Aldar                     | 1 epizód                                            |
| 2007 |                                      | Extreme Makeover: Home Edition              | önmaga                    | 1 epizód                                            |
| 2009 |                                      | Head Case                                   | önmaga                    | 1 epizód                                            |
| 2009 | Szomszédok                           | Neighbours                                  | önmaga                    | 1 epizód                                            |
| 2010 | Chuck                                | Chuck                                       | T.I.                      | 1 epizód                                            |
| 2015 |                                      | TripTank                                    | kiszállító férfi (hangja) | 1 epizód                                            |
| 2019 | Hétköznapi vámpírok – A sorozat      | What We Do in the Shadows                   | Garrett                   | 1 epizód                                            |
| 2019 | Bear Grylls: Sztárok a vadonban      | Running Wild with Bear Grylls               | önmaga                    | 1 epizód                                            |
| 2020 |                                      | Undertaker: The Last Ride                   | önmaga                    | dokumentumsorozat                                   |
| 2020 |                                      | Home Movie: The Princess Bride              | Fezzik                    |                                                     |
| 2020 | 104-es szoba                         | Room 104                                    | Doug                      | 1 epizód (4. évad, 3. epizód)                       |
| 2021 |                                      | See                                         | Edo Voss                  | főszereplő 2. évad (8 epizód)                       |
| 2022 | A galaxis őrzői – Ünnepi különkiadás | The Guardians of the Galaxy Holiday Special | Drax, a pusztító          | - különkiadás - magyar hangja: - Ifj. Jászai László |
| TBA  |                                      | Army of the Dead: Lost Vegas                | Scott Ward (hangja)       |                                                     |

## Fordítás
- Ez a szócikk részben vagy egészben  a   Dave Bautista című angol Wikipédia-szócikk fordításán alapul.  Az eredeti cikk szerkesztőit annak laptörténete sorolja fel. Ez a jelzés csupán a megfogalmazás eredetét és a szerzői jogokat jelzi, nem szolgál a cikkben szereplő információk forrásmegjelöléseként.